# Lay Down Sally
«Lay Down Sally» — песня, исполненная Эриком Клэптоном, которую он написал совместно с Марси Леви и Джорджем Терри. Она была выпущена на его альбоме Slowhand в ноябре 1977 года и заняла третье место в чарте Billboard Hot 100.

## О композиции
«Lay Down Sally» представляет собой кантри-блюзовую песню в стиле Джей Джей Кейла. Клэптон признает важный вклад других участников своей группы — Карла Рэдла из Оклахомы, Джорджа Терри, Джейми Олдэйкера и других — в создание этой песни. Он объясняет: «Это самое близкое, что я могу получить, будучи англичанином, но у группы из Талсы свой стиль игры, очень естественный. Вы не можете заставить их играть английский рок-звук, никак. Их представление о ритме — это не громкость или что-то еще, а тонкий намек».
Журнал Billboard описывает вокал Клэптона как «тихий, но земной», а также высоко оценивает бэк-вокал Марси Леви. Журнал Cash Box отмечает «гитарную изысканность» Клэптона.
Сингл стал хитом в кантри-музыке, достигнув 26-го места в чарте Hot Country Songs в апреле 1978 года — это был лучший показатель Клэптона в этом чарте. «Lay Down Sally» также была значимой частью саундтрека к фильму «Август: Графство Осейдж» 2013 года, где песня звучала в качестве вступительной музыки и еще дважды в фильме.